# Mac OS X 10.1
Mac OS X 10.1, també conegut com a Puma, és la primera actualització del sistema operatiu Mac OS X d'Apple. És el successor del Mac OS X 10.0 i el predecessor del Mac OS X 10.2. La versió 10.1 va ser llançada el 25 de setembre de 2001 com una 'actualització gratuïta' de la versió 10.0. A partir de la versió 10.1.2, aquest va ser el sistema operatiu per defecte als nous Macs.
El sistema operatiu va ser repartit gratuïtament pels empleats d'Apple després de la conferència de Steve Jobs a la Seybold publishing conference de San Francisco. Després va ser distribuït als usuaris de Macintosh el 25 d'octubre de 2001 a les Apple Stores i altres botigues amb productes d'Apple. Aquesta versió del sistema operatiu va tenir una rebuda millor que el Mac OS X 10.0, encara que els crítics deien que encara tenia mancances i massa bugs.

## Històric de versions
| Versió Mac OS X | build | data publicació         | notes                                                                                         |
| --------------- | ----- | ----------------------- | --------------------------------------------------------------------------------------------- |
| 10.1            | 5G64  | 25 de setembre del 2001 | retail                                                                                        |
| 10.1.1          | 5M28  | 13 de novembre del 2001 | Apple: Mac OS X Update 10.1.1: Information and Download Arxivat 2008-12-10 a Wayback Machine. |
| 10.1.2          | 5P48  | 20 de desembre del 2001 | Apple: Mac OS X Update 10.1.2: Information and Download Arxivat 2008-10-10 a Wayback Machine. |
| 10.1.3          | 5Q45  | 19 de febrer del 2002   | Apple: Mac OS X Update 10.1.3: Information and Download Arxivat 2008-05-14 a Wayback Machine. |
| 10.1.4          | 5Q125 | 17 d'abril del 2002     | Apple: Mac OS X Update 10.1.4: Information and Download Arxivat 2008-09-29 a Wayback Machine. |
| 10.1.5          | 5S60  | 6 de juny del 2002      | Apple: Mac OS X Update 10.1.5: Information and Download Arxivat 2008-10-16 a Wayback Machine. |